# Mykhaïlivka
Pour les articles homonymes, voir Mykhaïlivka (homonymie).
Mykhaïlivka (ukrainien : Михайлівка, russe : Михайловка, Mikhaïlovka) est une commune urbaine de l' Oblast de Zaporijjia (de jure)
 Oblast de Zaporojie (de facto), en Ukraine. Elle compte 11 694 habitants en 2021. Elle est le chef-lieu administratif du raïon du même nom.

## Géographie
La commune se trouve à 77 km de Zaporijjia au sud du réservoir de Kakhovka.

## Histoire
Des fouilles ont mis au jour des vestiges de l'époque de l'âge du bronze et de l'ère des Scythes et des Sarmates. Le village est mentionné pour la première fois en 1810. Il fait partie de l'ouïezd de Melitopol dans le gouvernement de Tauride. Il est constitué de plusieurs fermes et khoutors de paysans venus des parties centrales et méridionales de la Russie européenne de l'Empire russe. Il obtient le statut de commune urbaine en 1965. Sa population comptait 15 077 habitants en 1989 et 12 520 habitants en 2013.
Le 1er mars 2022, Mykhaïlivka est prise par les forces russes, lors de l'invasion de l'Ukraine par la Russie.